# Євдокимов Микола Йосипович
Микола Йосипович Євдокимов (нар. 1926, село Новопокровка, тепер Шушенського району Красноярського краю, Російська Федерація — ?) — український радянський діяч, бригадир рільничої бригади колгоспу «Серп і Молот» села Білий Камінь Золочівського району Львівської області. Герой Соціалістичної Праці (8.04.1971). Депутат Львівської обласної ради народних депутатів 14—15-го скликань (у 1973—1977 роках).

## Біографія
Трудову діяльність розпочав у 1941 році колгоспником у рідному селі. Закінчив курси трактористів і працював на тракторі в радгоспі Шушенського району Красноярського краю.
У 1943 році призваний до Радянської армії, закінчив шестимісячні курси сержантів у місті Ачинську. З 1944 року охороняв нафтопереробні заводи в місті Плоєшті (Румунія), учасник німецько-радянської війни. Брав участь у каральних операціях радянських військ і НКВС проти бійців УПА.
Після демобілізації поселився в Львівській області. Працював інспектором Олеського районного фінансового відділу Львівської області.
Член КПРС з 1955 року.
З 1950-х років — заступник голови колгоспу, бригадир рільничої бригади колгоспу імені Сталіна (потім — «Серп і Молот») села Білий Камінь Олеського (тепер — Золочівського) району Львівської області. У 1967 році бригада Євдокимова зібрала 510 центнерів цукрових буряків з кожного гектара, через рік урожай зріс до 680 центнерів. Одночасно був отриманий урожай 35 центнерів зернових з гектара.
Указом Президії Верховної Ради СРСР від 8 квітня 1971 року за видатні успіхи, досягнуті в розвитку сільськогосподарського виробництва та виконанні п'ятирічного плану продажу державі продуктів землеробства і тваринництва, Миколі Йосиповичу Євдокимову присвоєно звання Героя Соціалістичної Праці з врученням ордена Леніна і золотої медалі «Серп і Молот».
Потім — на пенсії.

## Звання
- молодший сержант

## Нагороди
- Герой Соціалістичної Праці (8.04.1971)
- орден Леніна (8.04.1971)
- орден Трудового Червоного Прапора (26.02.1958)
- орден Вітчизняної війни ІІ ст. (6.04.1985)
- медаль «За трудову доблесть» (31.12.1965)
- медаль «За доблесну працю. В ознаменування 100-річчя з дня народження Володимира Ілліча Леніна» (1970)
- срібна медаль Виставки досягнень народного господарства СРСР
- бронзова медаль Виставки досягнень народного господарства СРСР
- медалі
- значок «Ударник комуністичної праці»